# ترموديناميكا بيولوجية
ترموديناميكا البيولوجية أو الترموديناميكا في علم الأحياء (بالإنجليزية: Biological thermodynamics) هو تطبيق تحول الطاقة التي هي من خصائص الأنظمة الترموديناميكية تطبيقها في علم الأحياء ويمكن تعريف هذا الفرع من فروع الديناميكا الحرارية بأنها دراسة تحولات الطاقة وكمياتها الجارية في الكائنات الحية، على مختلف بنياتها، ودراسة العمليات الكيميائية في الخلايا الحية وطبيعتها.

## تاريخها
صدر أول كتاب عن موضوع الترموديناميكا في الكائنات الحية للطبيب وعالم الأحياء الألماني البريطاني «هانز كريبس» عام 1957 تحت عنوان «تحولات الطاقة في الكائنات الحية» واشترك معه في الكتابة العالم «كورنبرج». كما ذكرا في كتابهما ملحقا يحتوي على جميع جداول الترموديناميكا كان قد قام بكتابتها «كينيث بورتون» وهي تضم معاملات التوازن وطاقة غيبس الحرة وتكوين مواداً كيميائية، وتسمح بحساب تفاعلات بيولوجية.
وقد جرت محاولا ت استغلت ترموديناميكا الأنظمة الغير متوازنة لتفسير سير العمليات الحيوية في الكائنات الحية. وابتكر إيليا بريغوجين طرق للتعامل الترموديناميكي مع تلك الأنظمة، وأطلق عليها اسم «أنظمة انتشارية» حيث تكثر فيها عمليات انتشارية لتبادل الطاقة، بينها وبين الوسط المحيط بها، ولكونها تختفي بانقطاع هذا التبادل عنها.
نعرف عن تحول الطاقة في عملية التمثيل الضوئي للنبات. تبلغ الطاقة الكلية المكتسبة من النباتات على الأرض في اليخضور من الأشعة الشمسية نحو 2 x 1023 جول في السنة. وتشكل الطاقة المكتسبة في النباتات خلال عملية التمثيل الضوئي نحو 4% من طاقة أشعة الشمس الواصلة للأرض. كما تعتبر تحولات الطاقة في الكائنات الحية التي تعيش على الينابيع المائية الساخنة حالة خاصة حيث يجري فيها أكسدة الكبريت وتكتسب طاقتها من تلك العملية الكيميائية وليس عن طريق التمثيل الضوئي.

## محور الديناميكا الحرارية في علم الأحياء
يُركِّز مَجال الدَّينامِيكَا الحَرَارِيّة البَيولُوجِيَة عَلَى مَبَادِئ الدَّينَامِيكَا الحَرَاريّة الكِيميَائِيَة فِي البَيُولُوجيَا والكِيميَاءِ الحَيَويَّة. تَشمَل المَبَادِئ: القَانُون الأَول للدِّينامِيكَا الحَرَاريّة، وَالقَانُون الثَّانِي للدَّينامِيكَا الحَرَارِيَّة، وَطَاقَة غِيبس الحُرَّة، والدَّينَامِيكَا الحَرَارِيَّة الإحصَائِيَّة، وحَرَكِيَّة التَّفَاعُل، وَعَلَى فَرَضِيَّاتِ أَصلِ الحَيَاة.
في الوقت الحاضر، تهتم الديناميكا الحرارية البيولوجية نفسها بدراسة ديناميات البيوكيميائية الداخلية على النحو التالي: تحلل ATP، واستقرار البروتين، وربط الحمض النووي، ونشر الغشاء، وحركية الإنزيمات،  وغيرها من مسارات الطاقة الأساسية التي يتم التحكم فيها.
```
من حيث الديناميكا الحرارية، يتم قياس كمية الطاقة القادرة على القيام بالعمل أثناء التفاعل الكيميائي بشكل كمي بالتغير في 
الطاقة الحرة لغيبس
. حاول الفيزيائي 
ألفريد لوتكا
 توحيد التغير في طاقة غيبس الحرة مع 
النظرية التطورية
.
```

من ناحية الديناميكا الحرارية، يتم قياس كمية الطاقة القادرة على القيام بالعمل أثناء التفاعل الكيميائي بشكل كمي بالتغير في طاقة غيبس الحرة.

## تحوّل الطاقة في النظم البيولوجية
الشمس هي المصدر الرئيسي للطاقة للكائنات الحية، بعض الكائنات الحية مثل النباتات تحتاج إلى أشعة الشمس المباشرة بينما الكائنات الحية الأخرى مثل البشر يمكنها الحصول على الطاقة من الشمس بشكل غير مباشر،  ومع ذلك هناك أدلة على أن بعض أنواع البكتيريا يمكن أن تعيش في البيئات القاسية مثل القارة القطبية الجنوبية كدليل على ذلك، الطحالب الخضراء المزرقة التي تعيش تحت طبقات سميكة من الجليد في البحيرات، بغض النظر عن نوع الكائنات الحية، يجب على جميع الكائنات الحية أخذ الطاقة وتحويلها وتخزينها واستخدامها للعيش.
العلاقة بين طاقة أشعة الشمس الواردة وطول الموجة λ أو التردد ν تعطى بواسطة:
{\displaystyle E={\frac {hc}{\lambda }}=h\nu ,}
حيث "h" هو ثابت بلانك (2.998x108 جول/ثانية) و "c" هي سرعة الضوء (2.998x108 متر/ثانية). تخزِّن النباتات هذه الطاقة من أشعة الشمس وتخضع لعملية التمثيل الضوئي، وتُحوَّل الطاقة الشمسية بشكل فعّال إلى طاقة كيميائية؛ لنقل الطاقة مرة أخرى، تتغذى الحيوانات على النباتات وتستخدم طاقة المواد النباتية المهضومة لإنشاء جزيئات حيوية بيولوجية.

## نظرية الديناميكا الحرارية للتطور
يمكن تفسير التطور البيولوجي من خلال نظرية الديناميكا الحرارية. تُستخدم القوانين الأربعة للديناميكا الحرارية في تجسيد النظرية البيولوجية وراء التطور، ينصُّ القانون الأول للديناميكا الحرارية على أنَّ الطاقة لا يمكن إنشاؤها أو تدميرها. لا توجد حياة يمكن أن تصنع الطاقة ولكنها تحصل عليها من خلال بيئتها، ينص القانون الثاني للديناميكا الحرارية على أنه يمكن تحويل الطاقة وهذا يحدث كل يوم في أشكال الحياة. وبما أنَّ الكائنات الحية تستهلك الطاقة من بيئتها، لذلك بإمكانها تحويلها إلى طاقة مفيدة. وهذا هو أساس الديناميكية المدارية.
المثال العام هو أن النظام المفتوح يمكن تعريفه على أنه أي نظام إيكولوجي يتحرك باتجاه تعزيز تشتت الطاقة، كل الأشياء تسعى إلى تحقيق أقصى إنتاج للإنتروبيا، والتي تكون من ناحية التطور، يحدث في التغيرات في الحمض النووي لزيادة التنوع البيولوجي. وهكذا، يمكن ربط التنوع بالقانون الثاني للديناميكا الحرارية. يمكن القول أيضًا أنَّ التنوع هو عملية انتشار تنتشر باتجاه توازن ديناميكي لتحقيق أقصى قدر من الانتروبيا. لذلك، يمكن للديناميكا الحرارية تفسير اتجاه ومعدل التطور جنبًا إلى جنب مع اتجاه ومعدل التتالي.

## أمثلة

### القانون الأول للديناميكا الحرارية
القانون الأول للديناميكا الحرارية هو بيان الحفاظ على الطاقة، على الرغم من أنه يمكن تغييره من شكل إلى آخر، إلا أنه لا يمكن توليد الطاقة أو تدميرها، من القانون الأول، ينشأ مبدأ يسمى قانون هس، وهو علاقة في الكيمياء الفيزيائية سميت باسم جيرمان هيس، وهو كيميائي وطبيب روسي من مواليد سويسرا، قام بنشره في عام 1840، ينص قانون هس على أن الحرارة الممتصة أو المتطورة في تفاعل معين يجب أن تكون دائمًا ومستقلة عن الطريقة التي يحدث بها التفاعل، على الرغم من أن بعض التفاعلات الوسيطة قد تكون ماصة للحرارة، وقد تكون تفاعلات أخرى طاردة للحرارة، إلا أن التبادل الحراري الكلي يساوي التبادل الحراري إذا حدثت العملية مباشرة.
هذا المبدأ هو أساس المسعر، وهو جٍهاز يستخدم لتحديد كمية الحرارة في تفاعل كيميائي، بما أن كل الطاقة الداخلة تدخل الجسم كغذاء وتتأكسد في نهاية المطاف يمكن تقدير إجمالي إنتاج الحرارة بقياس الحرارة الناتجة عن أكسدة الطعام في المسعر، يتم التعبير عن هذه الحرارة في السعرات الحرارية، وهي الوحدة المشتركة للطاقة الغذائية الموجودة في ملصقات التغذية.

### القانون الثاني للديناميكا الحرارية
القانون الثاني للديناميكا الحرارية معني في المقام الأول بما إذا كانت عملية معينة ممكنة أم لا، ينص القانون الثاني على أنه لا يمكن إجراء أي عملية طبيعية ما لم تترافق مع زيادة في الكون، على نحو مختلف، فإن النظام المعزول سيميل دائمًا إلى الفوضى، غالبًا ما يُعتقد خطأً أن الكائنات الحية تتحدى القانون الثاني لأنها قادرة على زيادة مستوى تنظيمها، لتصحيح هذا الخطأ في التفسي، يجب على المرء أن يشير ببساطة إلى تعريف الأنظمة والحدود، الكائن الحي هو نظام مفتوح وقادر على تبادل المادة والطاقة مع بيئته، على سبيل المثال، يأخذ الإنسان الطعام، ويكسره إلى مكوناته، ثم يستخدم تلك الخلايا لبناء الخلايا، والأنسجة، والأربطة، وما إلى ذلك، وهذه العملية تزيد من ترتيب الجسم، ومن ثم تقلل الإنتروبيا.
ومع ذلك، فإن البشر أيضا يستطيعون: 1) إجراء الحرارة على الملابس وغيرها من الأشياء التي هم على اتصال معها، 2) توليد الحمل بسبب الاختلافات في درجة حرارة الجسم والبيئة، 3) إشعاع الحرارة إلى الفضاء، 4) تستهلك المواد التي تحتوي على الطاقة (أي الغذاء)، و 5) القضاء على النفايات (على سبيل المثال، ثاني أكسيد الكربون والماء، وغيرها من مكونات التنفس والبول والبراز والعرق، وما إلى ذلك)، عند أخذ جميع هذه العمليات في الاعتبار، يزداد مجموع الإنتروبيا للنظام الأكبر (أي الإنسان والبيئة المحيطة به)، عندما يتوقف الإنسان عن الحياة، لا يحدث أي من هذه العمليات (1-5)، وأي انقطاع في العمليات (خصوصًا 4 أو 5) سيؤدي بسرعة إلى المراضة أو الوفيات.

### طاقة جيبس الحرة
في النظم البيولوجية، في مجال الطاقة العامة والإنتروبيا تتغير معا لذلك، من الضروري أن تكون قادرًا على تحديد وظيفة الحالة التي تُعتبر هذه التغييرات في وقت واحد، هذه الوظيفة هي طاقة جيبس الحرة
G = H − TS
حيث:
- H هو المحتوى الحراري (وحدة SI: الجول)
- T هي درجة الحرارة (وحدة SI: كلفن)
- Sهو الانتروبيا (وحدة SI: الجول لكل كلفن)

يمكن استخدام التغيير في طاقة جيبس الحرة لتحديد ما إذا كان تفاعل كيميائي معين يمكن أن يحدث تلقائيًا إذا كانت ∆G سلبية، يمكن أن يحدث التفاعل تلقائيًا، وبالمثل، إذا كانت ∆G إيجابية، يكون التفاعل غير طارئ، يمكن «التفاعل» بين التفاعلات الكيميائية معًا إذا كانت تتشارك في الوسائط الوسيطة، في هذه الحالة، يكون التغيير الكلي في طاقة جيبس الحرة هو ببساطة مجموع قيم ∆G لكل تفاعل، لذلك، يمكن أن يكون التفاعل غير المواتي (ايجابي ∆G1) مدفوعًا برد فعل ثانٍ مواتٍ للغاية (سالبة ∆G2 حيث يكون حجم ∆G2>حجم∆G1)
على سبيل المثال، تفاعل الجلوكوز مع الفركتوز لتشكيل السكروز له ∆G  قيمة +5.5 كيلو كالوري/مول
. لذلك، لن يحدث هذا التفاعل بشكل عفوي، إن توزيع ATP لتشكيل ADP والفوسفات غير العضوي له ∆G  قيمة -7.3 كيلو كالوري/ مول
. يمكن الجمع بين هذين التفاعلين معا، بحيث يرتبط الجلوكوز مع ATP لتشكيل الجلوكوز-1-الفوسفات و ADP. بعد ذلك، يستطيع الجلوكوز-1-فوسفات الارتباط مع الفركتوز المستخلص من السكروز والفوسفات غير العضوي، تبلغ قيمة∆G للتفاعل المتقارن -1.8 كيلو كالوري/مول، مما يشير إلى أن التفاعل سيحدث تلقائياً، هذا المبدأ من تفاعلات اقتران لتغيير التغير في طاقة جيبس الحرة هو المبدأ الأساسي وراء جميع الإجراءات الأنزيمية في الكائنات الحية.